# 红层南站
红层南站位于中华人民共和国新疆维吾尔自治区哈密市伊州區红层村境内，是兰新客运专线的一个高铁火车站，距离哈密市区25公里，已于2014年12月26日投入运营，隶属中国铁路兰州局集团管辖。目前车站不办理客运业务。

## 周边景区
- 哈密